# 汪子驤
汪子驤（英語：Dani Wang），閃靈樂團鼓手，台灣台北人。
汪子驤自2005年加入閃靈樂團，參與《賽德克巴萊》、《鬼脈轉生‧帝輪十年經典》、《十殿》、《高砂軍》與《武德》的編曲創作錄音，自他加入後，閃靈音樂的編曲中增加了更多雙踏連踩、Blast Beat以及手腳拆點打法。英國暢銷搖滾雜誌Terrorizer 2009年讀者票選為全球最佳鼓手第八名，為亞洲樂團唯一獲選鼓手，並曾登上《Drum!》雜誌。2011年贏得台灣新聞局主辦之金音獎最佳樂手獎，並於2013年再次入圍。

## 重要代言
- TAMA Drums（英语：TAMA Drums）（Dani 汪子驤）(2011年起)
- Zildjian Cymbals（Dani 汪子驤）(2007年起)
- Pro-Mark（英语：Pro-Mark） Drumsticks（Dani 汪子驤）(2007年起)
- Remo（英语：Remo） Drumshead (Dani 汪子驤) (2007年起)